# Datana perfusa
Datana perfusa är en fjärilsart som beskrevs av Dyar 1923. Datana perfusa ingår i släktet Datana och familjen tandspinnare. Inga underarter finns listade i Catalogue of Life.